# Sendangdalem
Sendangdalem is een bestuurslaag in het regentschap Kebumen van de provincie Midden-Java, Indonesië. Sendangdalem telt 2286 inwoners (volkstelling 2010).